# Tigre (Schiff, 1924)
Die Tigre war ein Zerstörer der Regia Marina und die letzt gebaute Einheit der Leone-Klasse. Sie wurde in der Nacht vom 3. auf 4. April 1941 nahe Dschidda von der Besatzung selbstversenkt.

## Baugeschichte
Die Tigre wurde 1917 geordert. Aufgrund der in Italien herrschenden Stahlknappheit aber nicht gebaut. 1920 erfolgte die erneute Bauorder. Sie war zum Zeitpunkt des Baus größer als andere Zerstörer und wurde als Esploratore, der italienischen Variante der Scoutkreuzer, klassifiziert. Als Ende der 1920er-Jahre die schnelleren Esploratore der Navigatori-Klasse in Dienst gestellt wurden, wurde die Tigre als Flottillenführer eingesetzt. 1938 erfolgte die endgültige Reklassifizierung zum Zerstörer. Sie war 113,41 m lang, 10,36 m breit und hatte einen Tiefgang von 3,1 m.

## Antrieb
Der Antrieb erfolgte über vier Yarrow-Kessel und zwei Parsons-Turbinen, die über zwei Antriebswellen die beiden Propeller antrieben. Die Anlage konnte mit 42.000 PS das Schiff auf 33 kn beschleunigen. Mit 400 t Treibstoff hatte es bei 15 kn bis zu 2000 sm Reichweite.

## Bewaffnung
Die Tigre verfügte über acht 12,0-cm-L/45-Geschütze in Doppeltürmen. Diese waren auf der Mittschiffslinie aufgestellt, einer am Bug, einer am Heck, einer zwischen den Schornsteinen und einer hinter dem hinteren Schornstein und den Heckaufbauten. Dadurch konnten nur zwei Geschütze nach vorne bzw. nach hinten schießen, aber sie hatte eine Breitseite von acht Geschützen. Als Fla-Bewaffnung hatte sie zwei 7,6-cm-L/40-Flugabwehrkanonen und vier 6,5-mm-Colt-Maschinengewehre. 1931 kamen zwei 4,0 cm L/39 Pom-Pom hinzu und 1938 vier 13,2-mm-Fla-MG. Bei Indienststellung verfügte das Schiff über zwei Dreifachtorpedorohre für Torpedos mit 45 cm Durchmesser. Diese wurden 1930 gegen moderne Torpedorohre für 53,3-cm-Torpedos ersetzt. Zusätzlich konnte sie bis zu 60 Seeminen mitführen.

## Einsatzgeschichte
Mitte der 1930er-Jahre wurden die Tigre für den Einsatz in tropischen Gebieten umgerüstet und 1935 in Vorbereitung auf den Abessinienkrieg in der italienischen Marinebasis Massaua, Eritrea, am Roten Meer stationiert. Sie war dem von Konteradmiral Carlo Balsamo, ab Juni 1940 von Konteradmiral Mario Bonetti befehligten Marineoberkommando Italienisch-Ostafrika (italienisch Comando Superiore di Marina in Africa Orientale Italiana (Marisupao)) unterstellt und gehörte mit weiteren 30 Schiffen der italienischen Rotes-Meer-Flotte (ital. Flotta del Mar Rosso) an.
Mit dem italienischen Kriegseintritt 1940 bildete die Tigre unter dem Kommando von Fregattenkapitän Gaetano Tortora zusammen mit ihren Schwesterschiffen Pantera und Leone das 5. Zerstörergeschwader. Das Geschwader hatte den Auftrag britische Schiffe im Roten Meer abzufangen. Der Einsatz der Tigre und der Schwesterschiffe war durch die starke Rauchentwicklung bei der Fahrt allerdings stark eingeschränkt. Um vom Gegner nicht bereits von weitem erkannt zu werden, durfte die Tigre eine Geschwindigkeit von 22 kn nicht überschreiten. Die Marineleitung empfahl sogar den Einsatz auf Neumondnächte zu beschränken oder sie nur zur Unterstützung anderer in Küstennähe operierender Schiffe einzusetzen.
Ihre erste Feindfahrt hatte die Tigre zusammen mit dem Schwesterschiff Pantera zwischen dem 28. und 29. August 1940 nach der italienischen Besetzung von Britisch-Somaliland. Dem italienischen Marinekommando lagen Informationen vor, dass die Briten Truppen über See evakuierten, die abgefangen werden sollten. Die Schiffe konnten allerdings nicht ausgemacht werden, so dass der Einsatz abgebrochen wurde.
Ebenfalls ohne Erfolg blieb am 3. Dezember eine Feindfahrt mit vier weiteren Schiffen gegen einen britischen Geleitzug. Nach einem Maschinenschaden musste die Tigre die Operation nach wenigen Stunden abbrechen und in den Heimathafen Massua zurückkehren. Bei einer weiteren Feindfahrt gegen einen britischen Geleitzug in der Nacht vom 2. auf den 3. Februar 1941 konnte der gegnerische Verband zwar vom Zerstörer Nazario Sauro ausgemacht werden, die von der Sauro gemachte Funkmeldung wurde allerdings von der Tigre nicht aufgefangen. Weitere offensive Aktionen fanden nicht statt.

## Verbleib
Im März 1941 machte sich die Überlegenheit der britische See- und Luftstreitkräfte am Roten Meer immer mehr bemerkbar. Konteradmiral Bonetti befahl daher dem 3. und 5. Zerstörergeschwader in einer letzten verzweifelten Mission Port Sudan anzugreifen. Anschließend sollten die Schiffe auf Dschidda oder auf einen anderen arabischen oder jemenitischen Hafen zulaufen und sich dort selbst versenken. Noch bevor der Plan ausgeführt werden konnte, machte die deutsche Luftwaffe in Sues eine größere Ansammlung von Schiffen aus. Darauf schlug sie der italienischen Marineleitung eine kombinierte Luft- und Seeoperation durch. Während die deutsche Luftwaffe mit einem auf Rodi stationierten Bombergeschwader den Hafen von Sues angreifen sollte, sollte die italienischen Marine von See aus gegen die dort liegenden Schiffe vorgehen. Für die Operation wurde das 5. Zerstörergeschwader abgestellt. Da das Angriffsziel gerade noch in Reichweite der Tigre und ihrer Schwesterschiffe war, war von vornherein eine Rückkehr in italienisch kontrollierte Gewässer ausgeschlossen. Das italienische Marineoberkommando gab dennoch seine Zustimmung und rückte von dem Plan auch dann nicht ab, als die Luftwaffe mitteilte, dass das für die Operation abgestellten Bombergeschwader wegen anderer dringlicherer Aufgaben nicht mehr zur Verfügung ständen.
Am 31. März 1941 erhielt das 5. Zerstörergeschwader in Massua den Befehl zum Auslaufen. Sechs Stunden später lief die Leone auf Grund, geriet in Brand und wurde aufgegeben. Nachdem die Besatzung das Schiff verlassen hatte, wurde es am 1. April 1941 von der Pantera und der Tigre versenkt. Da der Zeitverlust nicht mehr aufgeholt werden konnte und man zudem befürchtete entdeckt worden zu sein, wurde die Operation abgebrochen und die beiden Schiffe kehrten nach Massua zurück.
Am Tag darauf wurden die Pantera und die Tigre dem 3. Zerstörergeschwader angeschlossen, das am selben Tag zum Angriff auf Port Sudan auslief. Am 3. April wurde der Verband bei Tagesanbruch von der britischen Luftaufklärung ausgemacht. Kurz darauf griffen etwa zehn Seemeilen vor Port Sudan 70 Flugzeuge der Royal Air Force, darunter Bomber des Typs Bristol Blenheim sowie von Land eingesetzte Fairey Swordfish der Eagle die italienischen Schiffe an. Innerhalb weniger Stunden wurde alle Schiffe des 3. Zerstörergeschwaders versenkt. Lediglich die Pantera und die Tigre konnten dem Angriff zunächst entkommen.
Da man am Angriff auf Port Sudan festgehalten wollte, wegen Treibstoffmangels die Operation aber wenig Aussicht auf Erfolg hatte, wurde beschlossen den Treibstoff der Tigre auf die Pantera zu pumpen und die Tigre anschließend selbst zu versenken. Die Besatzung der Tigre sollte vorher an der arabischen Küste an Land gehen. Zu dem Zweck liefen die beiden Schiffe auf die arabische Küste zu. Etwa 15 Seemeilen südlich von Dschidda begann an der arabischen Küste die Umladeaktion. Kurz darauf wurden die beiden Schiffe von sieben Vickers Vincent angegriffen. Der Kapitän der Pantera Gasparini befahl daraufhin, die Umladeaktion abzubrechen und die beiden Schiffe zur Selbstversenkung vorzubereiten. Nach etwa einer halben Stunde wurde die Tigre und Pantera von einem anderen Geschwader erneut aus der Luft angegriffen. Während zwei Flugzeuge abgeschossen werden konnten, wurde die Pantera von einer Bombe mittschiffs getroffen und geriet in Brand. Vor Einbruch der Dunkelheit langte noch ein britischer Zerstörer der J-Klasse an und feuerte mehrere Torpedos auf die Pantera ab, wobei das Schiff von einem Torpedo getroffen wurde. Im Schutze der Nacht wurde die Selbstversenkung der beiden Schiffe schließlich abgeschlossen. Am Morgen des 4. April ragten nur noch Teile der Bugaufbauten der Pantera aus dem Wasser, während die Tigre gekentert war und vollständig unter der Wasseroberfläche lag.
Der britische Zerstörer Kingston zerstörte die in flachem Wasser versenkten Schiffe, um eine etwaige Bergung zu verhindern. Die italienischen Besatzungen wurden in Saudi-Arabien interniert.